# Niederlandismus
Ein Niederlandismus ist ein aus dem Niederländischen stammendes Lehn- oder Fremdwort. 

## Niederlandismen im Deutschen
Eine Auswertung von etymologischen Wörterbüchern ergab, dass niederländische Entlehnungen ins Deutsche im 11. Jahrhundert einsetzen und je nach Datengrundlage bis zu 1,66 % aller ins Deutsche entlehnten Wörter ausmachen. Unter den Sprachen, die das Deutsche mit Entlehnungen bereichert haben, liegt das Niederländische an 7. Stelle. Als frühe Beispiele, die aus dem Niederländischen stammen oder wenigstens über diese Sprache ins Deutsche gelangten, kann man „Ritter“ (12. Jahrhundert) und „Revier“ (13. Jahrhundert) nennen. Ihre Zunahme erfolgt gemäß dem Piotrowski-Gesetz. 